# آلخاندرو گویا
آلخاندرو گویا (اسپانیایی: Alejandra Gulla‎؛ زادهٔ ۴ ژوئیهٔ ۱۹۷۷) بازیکن هاکی روی چمن اهل آرژانتین است.